# 번역 후 조절
번역 후 조절(飜譯後調節, 영어: post-translational regulation)은 활성 단백질 수준의 조절을 의미한다.
번역 후 조절에는 여러 가지 형태가 있다.
번역 후 조절은 가역적 사건(인산화 또는 격리와 같은 번역 후 변형) 또는 비가역적 사건(단백질 분해)에 의해 수행된다.

## 같이 보기
- 번역 후 변형